# ロンドン駅 (オンタリオ州)
ロンドン駅（英語：London train station）はカナダオンタリオ州ロンドン  ヨーク・ストリート205にある駅。カナダ各地を結ぶVIA鉄道が乗り入れている。

## 概要
当駅は有人駅で、車いすの利用ができる。

## 利用可能な鉄道路線／列車
VIA鉄道の停車する列車は下記の通り。
ウィンザー/ロンドンとトロント間の昼行中距離列車コリドー号 …トロント方面 6本/日、ウィンザー方面 4本/日 出発（平日）
サーニア/ロンドンとトロント間の昼行中距離列車コリドー号 …トロント方面 2本/日、サーニア方面 1本/日 停車（平日）